# Ordine del Leone d'oro
L'Ordine del Leone d'Oro era la più alta onorificenza del Granducato d'Assia e del Reno.

## Storia
L'ordine venne creato il 14 agosto 1770 dal Langravio Federico II d'Assia-Kassel e disponeva di una sola classe di benemerenza. Esso venne posto sotto l'alto patronato di Sant'Elisabetta d'Ungheria, leggendaria antenata del fondatore. La ricompensa veniva riservata per quanti fossero eccelsi al servizio della casata d'Assia. Il Principe Elettore Guglielmo IX d'Assia-Kassel (divenuto Guglielmo I come Elettore d'Assia) estese il numero degli onorabili dividendoli nelle tre classi a partire dal 1º gennaio 1818.
Dopo l'occupazione dell'Assia da parte della Prussia nel 1866, l'ordine entrò in orbita prussiana ed all'estinzione della casata degli Assia-Kassel passò agli Assia-Darmstadt che avevano la reggenza sull'intero Granducato d'Assia. Per questo motivo, l'ordine venne ripatentato dal nuovo governo con decreto del 27 agosto 1875.
Alla morte dell'ultimo principe d'Assia-Kassel, il Granduca Luigi II l'ordine cessò di essere concesso.

## Classi
L'ordine disponeva di tre classi di benemeranza:
- Cavaliere di Gran Croce
- Commendatore
- Cavaliere

| Nastri    |              |                         |
| Cavaliere | Commendatore | Cavaliere di Gran Croce |

## Insegne
- La medaglia dell'ordine consisteva in un'insegna d'oro rappresentante un leone rampante racchiuso in un cerchio con inscritto il motto dell'ordine "VIRTUTE ET FIDELITATE", mentre il retro riportava il nome del fondatore "Fridericus II D inst. G. Hassiae Landgravius. 1770".
- La placca dell'Ordine riprendeva le medesime decorazioni della medaglia ma montate su una stella raggiante d'argento a otto punte.
- Il nastro dell'ordine era cremisi.

## Insigniti notabili
- Arthur Wellesley, I duca di Wellington
- Giovanni Augusto Carlo di Wied
- Federico III d'Assia-Kassel-Rumpenheim
- Ludwig Wilhelm Gayling von Altheim
- Carl Friedrich Buderus von Carlshausen
- Otto von Porbeck
- Martin Ernst von Schlieffen
- Friedrich von Schuckmann
- Heinrich Thomas von Karcher
- Johann Erhard Prieger
- Wilhelm von Dörnberg
- Georg von Wedekind